# Gislaved (comune)
Gislaved è un comune svedese di 29 221 abitanti, situato nella contea di Jönköping. Il suo capoluogo è la cittadina omonima.

## Località
Nel territorio comunale sono comprese le seguenti aree urbane (tätort):
| # | Località       | Popolazione |
| - | -------------- | ----------- |
| 1 | Gislaved       | 10 091      |
| 2 | Anderstorp     | 4 987       |
| 3 | Smålandsstenar | 4 553       |
| 4 | Hestra         | 1 326       |
| 5 | Reftele        | 1 304       |
| 6 | Burseryd       | 859         |
| 7 | Skeppshult     | 389         |
| 8 | Broaryd        | 277         |